# Liste der Bodendenkmale in Nossen
In der Liste der Bodendenkmale in Nossen sind die Bodendenkmale der Stadt Nossen und ihrer Ortsteile nach dem Stand der Auflistung von Harald Quietzsch und Heinz Jacob aus dem Jahr 1982 aufgelistet. Eventuelle Änderungen und Ergänzungen, insbesondere aus der Zeit nach der Wende, sind nicht berücksichtigt, da für Sachsen aktuell keine neueren allgemein zugänglichen Bodendenkmallisten vorliegen. Die Baudenkmale sind in der Liste der Kulturdenkmale in Nossen aufgeführt.
| Denkmal-ID | Fundart            | Ortsteil   | Bezeichnung                  | Zeitstellung | Lage                                                                                  | Bemerkungen | Bild |
| ---------- | ------------------ | ---------- | ---------------------------- | ------------ | ------------------------------------------------------------------------------------- | --- | ---- |
| ?          | Befestigung > Burg | Heynitz    | Wasserburg                   | Mittelalter  | südöstlicher Ortsrand, südlicher Gutsbereich                                          | durch Schloss überbaut, trockengelegte Grabenteile und Stauanlage erhalten, Schutz seit 20. Dezember 1972                                                 |      |
| ?          | Befestigung > Burg | Höfgen     | Wallanlage „Schanzberg“      | Slawenzeit   | östlich des Orts, Geländesporn über dem Kelzgebach                                    | Spornlage mit geschlossener Befestigung, Schutz seit 17. Januar 1936, erneuert 9. Oktober 1957                                                            |      |
| ?          | Befestigung > Burg | Leuben     | Wehranlage                   | Mittelalter  | im Ort, Kirchberg                                                                     | Geländesporn in günstiger Befestigungslage oberirdisch nicht erhalten, Schutz seit 1936, erneuert 9. Oktober 1957                                         |      |
| ?          | Befestigung > Burg | Mettelwitz | Wallanlage „Schanze Zöthain“ | Slawenzeit   | nordnordwestlich des Orts, südlich von Zöthain                                        | umfangreicher Ringwall auf Geländeplateau, Wallzüge teilweise verebnet und als Terrassen sichtbar, Schutz seit 17. Februar 1937, erneuert 1. Februar 1973 |      |
| ?          | Befestigung > Burg | Nossen     | Wehranlage „Rodigt“          | Mittelalter  | südöstlich des Orts, Bergsporn westlich über der Mulde                                | langgestreckter Ringwall als Spornbefestigung, Schutz 1937, erneuert 9. Oktober 1957                                                                      |      |
| ?          | Befestigung > Burg | Nossen     | Wehranlage                   | Mittelalter  | östlicher Altstadtrand, Schlosskomplex                                                | Spornbefestigung mit Abschnittsgraben, durch Schloss überbaut und verändert, Schutz seit 18. Januar 1973                                                  |      |
| ?          | Befestigung > Burg | Schleinitz | Wasserburg                   | Mittelalter  | im Ort, südlicher Gutsbereich                                                         | durch Schloss überbaut, trockengelegter Rechteckgraben erhalten, Schutz seit 20. Dezember 1972                                                            |      |
| ?          | Befestigung > Burg | Zella      | Wehranlage „Burgberg“        | Mittelalter  | weit westlich des Orts, Bergsporn über der Mündung des Marienbachs in die Mulde       | Turmhügel in Spornlage mit Vorwall und zwei Gräben, Spornspitze mit Wallriegel, Schutz seit 1935, erneuert 18. Januar 1973                                |      |
| ?          | Befestigung > Burg | Ziegenhain | Wallanlage „Burgberg“        | Slawenzeit   | südwestlich des Orts, Geländesporn über der Mündung des Kelzgebachs in den Ketzerbach | Spornbefestigung mit sichelförmigem Abschnittswall und Vorwall, Schutz seit 9. April 1941, erneuert 9. Oktober 1957                                       |      |